# 非政党同盟

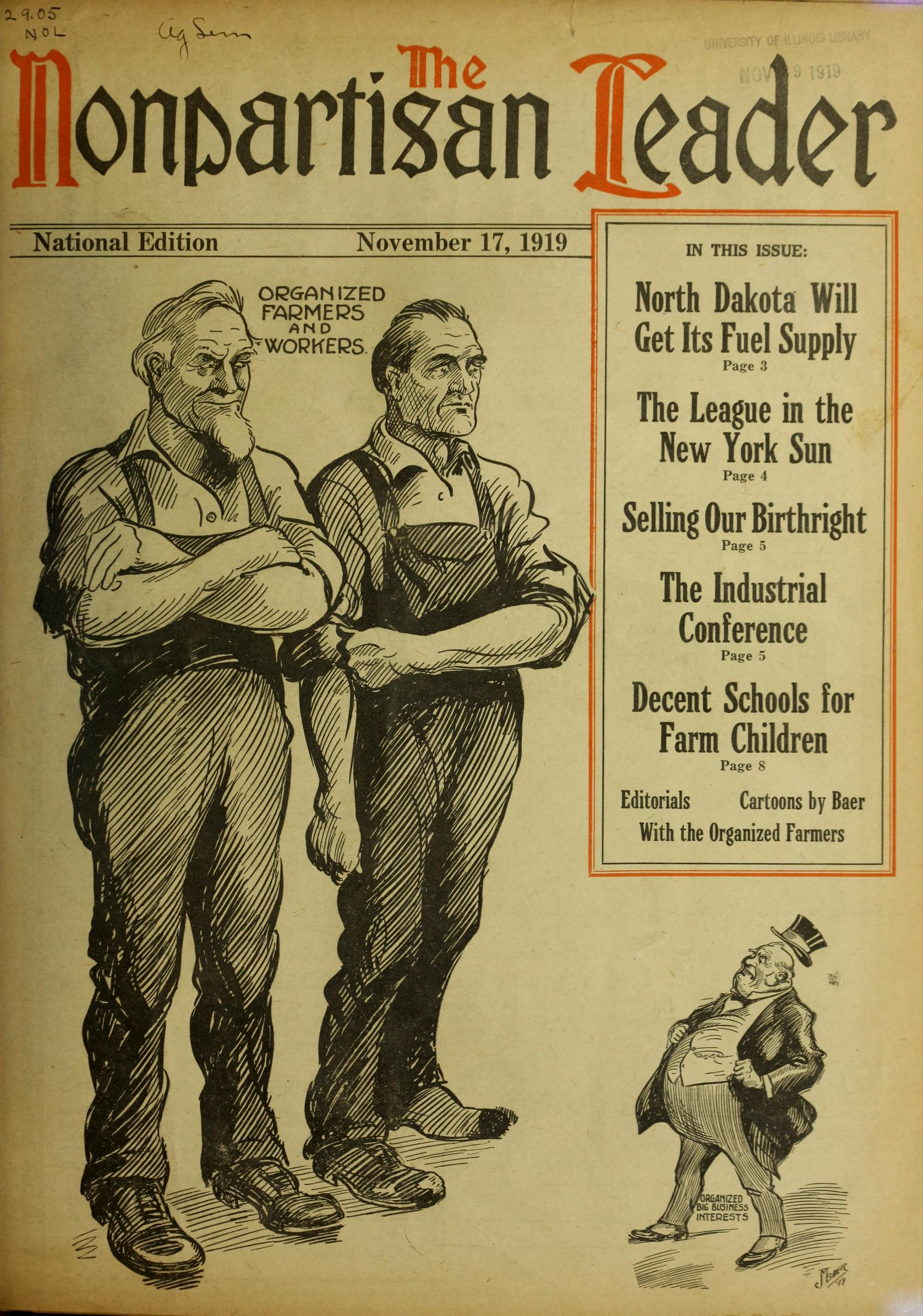
1919年の同盟の新聞『ノン・パルチザン・リーダー』は、利潤ばかりを求める資本家に対し、組織された農家や労働者を大きく描いている

非政党同盟 (ひせいとうどうめい）、無党派連盟（むとうはれんめい）（NPL: Nonpartisan League）は、元米国社会党の組織者であったアーサー・C・タウンリーにより1915年に米国ノースダコタ州で立ち上げられた政治団体である。非政党同盟は、ミネアポリスやミネソタ州、シカゴの企業の支配的影響力を弱めるため、小規模な農家や商人に代わって、製粉機や穀物エレベーター、銀行、その他の農業関連産業を管理した。
1956年に、民主党のノースダコタ州組織と合併し、ノースダコタ民主・無党派連盟党となる。

## 日本
日本では、男子普通選挙制度が開始した直後の1926年に、堀井梁歩が『農民新生への道』を書いてNPLを紹介。下中弥三郎が渋谷定輔や中西伊之助、石川三四郎らと農民自治会を組織し、日本版NPLを立ち上げようとした。しかし、活動は広がることなく2年後の1928年に終了した。